# جاكي سكوت
جاكي سكوت (بالإنجليزية: Jackie Scott)‏ (22 ديسمبر 1933 ببلفاست في المملكة المتحدة - 1 يونيو 1978 بمانشستر في المملكة المتحدة) هو لاعب كرة قدم أيرلندي شمالي في مركز الهجوم، شارك في كأس العالم 1958. وشارك مع منتخب إيرلندا الشمالية لكرة القدم من الدرجة الثانية ‏ ومنتخب أيرلندا الشمالية لكرة القدم. أما مع النوادي، فقد لعب مع غريمسبي تاون ومانشستر يونايتد ونادي مارغيت ونادي يورك سيتي.

## وصلات خارجية
- جاكي سكوت على موقع الاتحاد الدولي (مؤرشف)  (الإنجليزية)
- جاكي سكوت على موقع ناشيونال فوتبول تيمز (الإنجليزية)